# قطب البرد

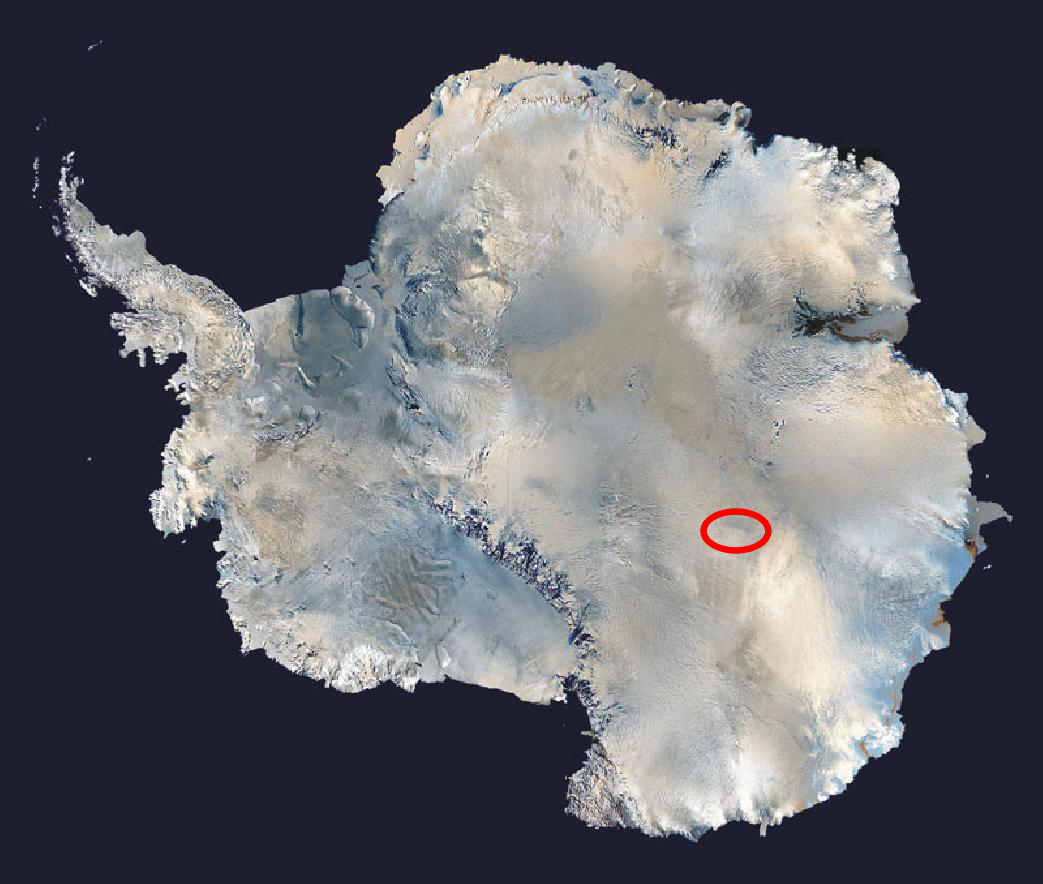

قطب البرد يطلق قطب البرد على المكان الذي سجل فيه أخفض درجة حرارة في العالم, وقبل أن تطأ أقدام الإنسان القارة القطبية الجنوبية كانت فرخويانسك في شرقي سيبيريا (خط عرض 67.33 شمالاً وخط طول 133.24 شرقاً) هي قطب البرد في العالم حيث سجلت انخفاضاً حرارياً بلغ مقداره 70ْ مئوية، غير أنه تم تسجيل درجة حرارة أدنى من ذلك بكثير في القارة القطبية الجنوبية، حيث سجلت درجة حرارة مقدارها 88.3ْ- في محطة فوستوك السوفيتية، و-90ْمئوية على بعد قرابة 600كم من محطة فوستوك إلى الجنوب الغربي منها، وبذا انتقل قطب البرد من نصف الكرة الشمالي (فرخويانسك) إلى النصف الجنوبي (القارة القطبية الجنوبية).